# Liétor
Liétor község Spanyolországban, Albacete tartományban. Lakosainak száma 1063 fő (2024).

## Földrajza
Liétor Elche de la Sierra, Aýna, Alcadozo, Pozohondo, Hellín és Férez községekkel határos.

## Népesség
A település lakosságának változását az alábbi diagram mutatja:
| Lakosok száma | 1629 | 1577 | 1520 | 1445 | 1421 | 1336 | 1279 | 1175 | 1123 | 1063 |
|               | 2001 | 2004 | 2006 | 2009 | 2011 | 2014 | 2016 | 2019 | 2021 | 2024 |